# Campeonato Mundial de Natação em Piscina Curta de 2021 - 50 m livre feminino
A prova dos 50 metros nado livre feminino do Campeonato Mundial de Natação em Piscina Curta de 2021 foi disputado entre 20 e 21 de dezembro de 2021, na Etihad Arena, em Abu Dhabi, nos Emirados Árabes Unidos.

## Recordes
Antes desta competição, os recordes mundiais e do campeonato nesta prova eram os seguintes:
|                       | Nome                | Nacionalidade | Tempo | Local    | Data                   |
| --------------------- | ------------------- | ------------- | ----- | -------- | ---------------------- |
| Recorde mundial       | Ranomi Kromowidjojo | Países Baixos | 22.93 | Berlim   | 7 de agosto de 2017    |
| Recorde do campeonato | Ranomi Kromowidjojo | Países Baixos | 23.19 | Hangzhou | 16 de dezembro de 2018 |

Os seguintes recordes mundiais ou do campeonato foram estabelecidos durante esta competição:
| Data           | Evento | Nome           | Nacionalidade | Tempo | Notas                 |
| -------------- | ------ | -------------- | ------------- | ----- | --------------------- |
| 21 de dezembro | Final  | Sarah Sjöström | Suécia        | 23.08 | Recorde do campeonato |

## Medalhistas
| Ouro                 | Prata                     | Bronze                 |
| Sarah Sjöström (SWE) | Ranomi Kromowidjojo (NED) | Katarzyna Wasick (POL) |

## Resultados

### Eliminatórias
As eliminatórias ocorreram dia 20 de dezembro com um total de 90 nadadoras.
| Colocação | Bateria | Raia | Nadadora                    | Nacionalidade              | Tempo | Notas            |
| --------- | ------- | ---- | --------------------------- | -------------------------- | ----- | ---------------- |
| 1         | 11      | 4    | Sarah Sjöström              | Suécia                     | 23.31 | Q                |
| 2         | 10      | 4    | Katarzyna Wasick            | Polónia                    | 23.63 | Q                |
| 3         | 11      | 5    | Abbey Weitzeil              | Estados Unidos             | 23.69 | Q                |
| 4         | 9       | 4    | Ranomi Kromowidjojo         | Países Baixos              | 23.86 | Q                |
| 5         | 10      | 5    | Maria Kameneva              | Federação Russa de Natação | 23.89 | Q                |
| 6         | 9       | 3    | Holly Barratt               | Austrália                  | 24.04 | Q                |
| 7         | 10      | 3    | Arina Surkova               | Federação Russa de Natação | 24.08 | Q                |
| 8         | 11      | 9    | Claire Curzan               | Estados Unidos             | 24.11 | Q                |
| 9         | 10      | 6    | Julie Kepp Jensen           | Dinamarca                  | 24.15 | Q                |
| 9         | 11      | 3    | Michelle Coleman            | Suécia                     | 24.15 | Q                |
| 9         | 11      | 6    | Silvia Di Pietro            | Itália                     | 24.15 | Q                |
| 12        | 9       | 5    | Beryl Gastaldello           | França                     | 24.23 | Q                |
| 13        | 11      | 1    | Cheng Yujie                 | China                      | 24.34 | Q                |
| 14        | 11      | 2    | Kim Busch                   | Países Baixos              | 24.40 | Q                |
| 15        | 8       | 3    | Farida Osman                | Egito                      | 24.43 | Q                |
| 16        | 10      | 7    | Wu Qingfeng                 | China                      | 24.44 | Q                |
| 17        | 9       | 1    | Costanza Cocconcelli        | Itália                     | 24.56 |                  |
| 18        | 9       | 7    | Nastassia Karakouskaya      | Bielorrússia               | 24.60 |                  |
| 19        | 7       | 5    | Kalia Antoniou              | Chipre                     | 24.67 | Recorde nacional |
| 20        | 8       | 7    | Jenjira Srisaard            | Tailândia                  | 24.78 |                  |
| 20        | 8       | 8    | Bianca Costea               | Roménia                    | 24.78 |                  |
| 22        | 10      | 1    | Danielle Hill               | Irlanda                    | 24.83 |                  |
| 23        | 8       | 6    | Diana Petkova               | Bulgária                   | 24.86 |                  |
| 24        | 9       | 9    | Laura Littlejohn            | Nova Zelândia              | 24.89 |                  |
| 25        | 8       | 4    | Nina Stanisavljević         | Sérvia                     | 24.94 |                  |
| 26        | 10      | 8    | Tam Hoi Lam                 | Hong Kong                  | 24.99 |                  |
| 27        | 11      | 8    | Jeong So-eun                | Coreia do Sul              | 25.04 |                  |
| 28        | 8       | 9    | Jana Pavalić                | Croácia                    | 25.09 |                  |
| 29        | 9       | 0    | Julie Meynen                | Luxemburgo                 | 25.12 |                  |
| 29        | 11      | 0    | Nina Kost                   | Suíça                      | 25.12 |                  |
| 31        | 7       | 7    | Maddy Moore                 | Bermudas                   | 25.15 | Recorde nacional |
| 32        | 7       | 2    | Maria Drasidou              | Grécia                     | 25.19 |                  |
| 33        | 10      | 9    | Nina Gangl                  | Áustria                    | 25.21 |                  |
| 34        | 8       | 2    | Jóhanna Elín Guðmundsdóttir | Islândia                   | 25.25 |                  |
| 35        | 7       | 3    | Amel Melih                  | Argélia                    | 25.35 | Recorde nacional |
| 36        | 7       | 8    | Nikol Merizaj               | Albânia                    | 25.40 | Recorde nacional |
| 37        | 8       | 0    | Cherelle Thompson           | Trinidad e Tobago          | 25.42 |                  |
| 38        | 7       | 6    | Jasmine Alkhaldi            | Filipinas                  | 25.64 |                  |
| 39        | 7       | 4    | Gabriela Ņikitina           | Letônia                    | 25.72 |                  |
| 40        | 10      | 0    | Selen Özbilen               | Turquia                    | 25.91 |                  |
| 41        | 1       | 0    | María José Ribera           | Bolívia                    | 26.00 |                  |
| 42        | 6       | 4    | Chloe Farro                 | Aruba                      | 26.13 |                  |
| 42        | 7       | 1    | Kirabo Namutebi             | Uganda                     | 26.13 |                  |
| 44        | 6       | 5    | Zaneta Alvaranga            | Jamaica                    | 26.18 |                  |
| 45        | 6       | 2    | Imane El Barodi             | Marrocos                   | 26.32 |                  |
| 46        | 7       | 0    | Marie Khoury                | Líbano                     | 26.57 |                  |
| 47        | 6       | 3    | Varsenik Manucharyan        | Armênia                    | 26.59 |                  |
| 48        | 6       | 1    | Mikaili Charlemagne         | Santa Lúcia                | 26.60 |                  |
| 49        | 1       | 2    | Alisa Bech Vestergård       | Ilhas Feroé                | 26.61 |                  |
| 50        | 6       | 7    | Lauren Hew                  | Ilhas Caimã                | 26.79 |                  |
| 51        | 5       | 2    | Aleka Persaud               | Guiana                     | 26.86 |                  |
| 52        | 6       | 0    | Samantha Roberts            | Antilhas Holandesas        | 26.87 |                  |
| 53        | 7       | 9    | Norah Milanesi              | Camarões                   | 26.96 |                  |
| 54        | 6       | 6    | Mònica Ramírez              | Andorra                    | 26.97 |                  |
| 55        | 2       | 0    | Khuyagbaataryn Enkhzul      | Mongólia                   | 27.11 |                  |
| 56        | 5       | 4    | Unilez Takyi                | Gana                       | 27.21 |                  |
| 57        | 5       | 3    | Mona Kilani                 | Jordânia                   | 27.25 |                  |
| 58        | 6       | 8    | Jeanne Boutbien             | Senegal                    | 27.27 |                  |
| 59        | 6       | 9    | Jovana Kuljača              | Montenegro                 | 27.29 |                  |
| 60        | 5       | 5    | Gabriela Santis             | Guatemala                  | 27.30 |                  |
| 61        | 5       | 7    | Mariam Imnadze              | Geórgia                    | 27.50 |                  |
| 62        | 4       | 3    | Marina Abu Shamaleh         | Palestina                  | 27.57 |                  |
| 63        | 5       | 6    | Bhakthi Karunasena          | Sri Lanka                  | 27.61 |                  |
| 64        | 2       | 2    | Arleigha Hall               | Turcas e Caicos            | 27.76 |                  |
| 65        | 2       | 7    | Kimberly Ince               | Granada                    | 27.84 |                  |
| 66        | 5       | 9    | Mya de Freitas              | São Vicente e Granadinas   | 28.03 |                  |
| 67        | 4       | 5    | Noelani Day                 | Tonga                      | 28.14 |                  |
| 68        | 5       | 8    | Ayah Binrajab               | Bahrein                    | 28.16 |                  |
| 69        | 2       | 5    | Viktoriia Kutuzova          | Quirguistão                | 28.38 |                  |
| 70        | 1       | 5    | Muynin Kaing                | Camboja                    | 28.42 | Recorde nacional |
| 71        | 3       | 6    | Ekaterina Bordachyova       | Tajiquistão                | 28.71 |                  |
| 72        | 5       | 0    | Fjorda Shabani              | Kosovo                     | 28.75 |                  |
| 73        | 4       | 6    | Jessica Makwenda            | Malawi                     | 28.98 |                  |
| 74        | 4       | 1    | Taffi Illis                 | São Martinho               | 29.11 |                  |
| 75        | 4       | 2    | Nafissath Radji             | Benim                      | 29.23 |                  |
| 76        | 4       | 8    | Iman Kouraogo               | Burquina Fasso             | 29.71 |                  |
| 77        | 2       | 8    | Asaka Litulumar             | Marianas Setentrionais     | 29.96 |                  |
| 78        | 1       | 6    | Kayla Hepler                | Ilhas Marshall             | 30.03 |                  |
| 79        | 4       | 0    | Tity Dumbuya                | Serra Leoa                 | 30.50 |                  |
| 80        | 1       | 8    | Yuri Hosei                  | Palau                      | 31.54 |                  |
| 81        | 3       | 5    | Aya Mpali                   | Gabão                      | 32.00 |                  |
| 82        | 4       | 9    | Alyse Maniriho              | Burundi                    | 32.75 |                  |
| 83        | 3       | 2    | Imelda Ximenes Belo         | Timor-Leste                | 32.84 |                  |
| 84        | 3       | 3    | Rahel Gebresilassie         | Etiópia                    | 33.47 |                  |
| 85        | 3       | 4    | Chloe Sauvourel             | República Centro-Africana  | 33.78 |                  |
| 86        | 2       | 1    | Claudette Ishimwe           | Ruanda                     | 36.59 |                  |
| 87        | 3       | 8    | Mariama Toure               | Guiné                      | 37.20 |                  |
| 88        | 3       | 9    | Aicha Ali Adabo             | Djibuti                    | 42.80 |                  |
| 89        | 1       | 7    | Toussanti Hassani           | Comores                    | 50.31 |                  |
| 90        | 3       | 1    | Leena Mohamedahmed          | Sudão                      | DSQ   |                  |
| 90        | 1       | 1    | Juanita Ndong Eyenga        | Guiné Equatorial           | DNS   |                  |
| 90        | 1       | 3    | Sainabou Sam                | Gâmbia                     | DNS   |                  |
| 90        | 1       | 4    | Anaikah Thélémaque          | Haiti                      | DNS   |                  |
| 90        | 2       | 3    | Sonia Aktar                 | Bangladesh                 | DNS   |                  |
| 90        | 2       | 4    | Lucie Kouadio-Patinier      | Costa do Marfim            | DNS   |                  |
| 90        | 2       | 6    | Marie Amenou                | Togo                       | DNS   |                  |
| 90        | 2       | 9    | Eunike Mathayo              | Tanzânia                   | DNS   |                  |
| 90        | 3       | 0    | Aminata Sangafe             | Mali                       | DNS   |                  |
| 90        | 3       | 7    | Bellore Sangala             | República do Congo         | DNS   |                  |
| 90        | 4       | 4    | Abiola Ogunbanwo            | Nigéria                    | DNS   |                  |
| 90        | 4       | 7    | Anushiya Tandukar           | Nepal                      | DNS   |                  |
| 90        | 5       | 1    | Jayla Pina                  | Cabo Verde                 | DNS   |                  |
| 90        | 8       | 1    | Lucy Hope                   | Reino Unido                | DNS   |                  |
| 90        | 8       | 5    | Lillian Slušná              | Eslováquia                 | DNS   |                  |
| 90        | 9       | 2    | Kayla Sanchez               | Canadá                     | DNS   |                  |
| 90        | 9       | 6    | Fanny Teijonsalo            | Finlândia                  | DNS   |                  |
| 90        | 9       | 8    | Amanda Lim                  | Singapura                  | DNS   |                  |
| 90        | 10      | 2    | Marie Wattel                | França                     | DNS   |                  |
| 90        | 11      | 7    | Barbora Seemanová           | Chéquia                    | DNS   |                  |

### Semifinal
A semifinal ocorreu dia 20 de dezembro.
| Colocação | Bateria | Raia | Nadadora            | Nacionalidade              | Tempo | Notas |
| --------- | ------- | ---- | ------------------- | -------------------------- | ----- | ----- |
| 1         | 2       | 4    | Sarah Sjöström      | Suécia                     | 23.30 | Q     |
| 2         | 1       | 4    | Katarzyna Wasick    | Polónia                    | 23.41 | Q     |
| 3         | 1       | 5    | Ranomi Kromowidjojo | Países Baixos              | 23.54 | Q     |
| 4         | 2       | 5    | Abbey Weitzeil      | Estados Unidos             | 23.63 | Q     |
| 5         | 2       | 3    | Maria Kameneva      | Federação Russa de Natação | 23.74 | Q     |
| 6         | 1       | 6    | Claire Curzan       | Estados Unidos             | 23.80 | Q     |
| 7         | 1       | 3    | Holly Barratt       | Austrália                  | 23.90 | Q     |
| 8         | 2       | 7    | Silvia Di Pietro    | Itália                     | 23.94 | Q     |
| 9         | 1       | 2    | Michelle Coleman    | Suécia                     | 23.96 |       |
| 10        | 2       | 6    | Arina Surkova       | Federação Russa de Natação | 24.00 |       |
| 11        | 1       | 7    | Beryl Gastaldello   | França                     | 24.02 |       |
| 12        | 2       | 2    | Julie Kepp Jensen   | Dinamarca                  | 24.03 |       |
| 13        | 2       | 1    | Cheng Yujie         | China                      | 24.05 |       |
| 14        | 1       | 8    | Wu Qingfeng         | China                      | 24.15 |       |
| 15        | 1       | 1    | Kim Busch           | Países Baixos              | 24.43 |       |
| 16        | 2       | 8    | Farida Osman        | Egito                      | 24.49 |       |

### Final
A final foi realizada em 21 de dezembro.
| Colocação         | Raia | Nadadora            | Nacionalidade              | Tempo | Notas                 |
| ----------------- | ---- | ------------------- | -------------------------- | ----- | --------------------- |
| Medalha de ouro   | 4    | Sarah Sjöström      | Suécia                     | 23.08 | Recorde do campeonato |
| Medalha de prata  | 3    | Ranomi Kromowidjojo | Países Baixos              | 23.31 |                       |
| Medalha de bronze | 5    | Katarzyna Wasick    | Polónia                    | 23.40 |                       |
| 4                 | 2    | Maria Kameneva      | Federação Russa de Natação | 23.48 | Recorde nacional      |
| 5                 | 6    | Abbey Weitzeil      | Estados Unidos             | 23.58 |                       |
| 6                 | 7    | Claire Curzan       | Estados Unidos             | 23.91 |                       |
| 7                 | 1    | Holly Barratt       | Austrália                  | 23.96 |                       |
| 8                 | 8    | Silvia Di Pietro    | Itália                     | 23.98 |                       |

Legenda
| Recorde mundial       | Recorde mundial (World record)               |                       | Recorde africano                      | Recorde africano (African) |                                           | Q | Classificado por posição (Qualified) |
| Recorde do campeonato | Recorde do campeonato (Championship record)  | Recorde da América    | Recorde da América (Americas)         | q                          | Classificado por melhor tempo (Qualified) |   |                                      |
| Melhor marca do ano   | Melhor marca do ano (World leading)          | Recorde asiático      | Recorde asiático (Asian)              | DNS                        | Não largou (Did not start)                |   |                                      |
| Recorde nacional      | Recorde nacional (National record)           | Recorde europeu       | Recorde europeu (European)            | DNF                        | Não terminou (Did not finish)             |   |                                      |
| Recorde pessoal       | Recorde pessoal do atleta (Personal best)    | Recorde da Oceania    | Recorde da Oceania (Oceania)          | DSQ / DQ                   | Desclassificado (Disqualified)            |   |                                      |
| Recorde da temporada  | Recorde da temporada do atleta (Season best) | Recorde sul-americano | Recorde sul-americano (South America) | NM                         | Sem marca (No mark)                       |   |                                      |